# Cast Away (album)
Cast Away – drugi studyjny album austriackiej grupy Visions of Atlantis, wydany 29 listopada 2004 roku.

## Lista utworów
1. "Send Me a Light" – 4:38
2. "Cast Away" – 4:42
3. "Lost" – 3:57
4. "Realm of Fantasy" – 3:59
5. "Pharaoh's Repentance" – 4:27
6. "Winternight" – 5:37
7. "State of Suspense" – 4:42
8. "Lemuria" – 3:41
9. "Last Shut of Your Eyes" – 7:28
10. "Lost (teledysk)"